# Mount Saint Catherine
Der Mount Saint Catherine ist ein 840 Meter hoher Schichtvulkan und der höchste Berg der karibischen Insel Grenada. Er ist der jüngste und einzige potentiell noch aktive der fünf Vulkane der Insel. Der Krater des Vulkans ist hufeisenförmig, im Krater selbst gibt es mehrere Lavadome.